# Guyanská kuchyně

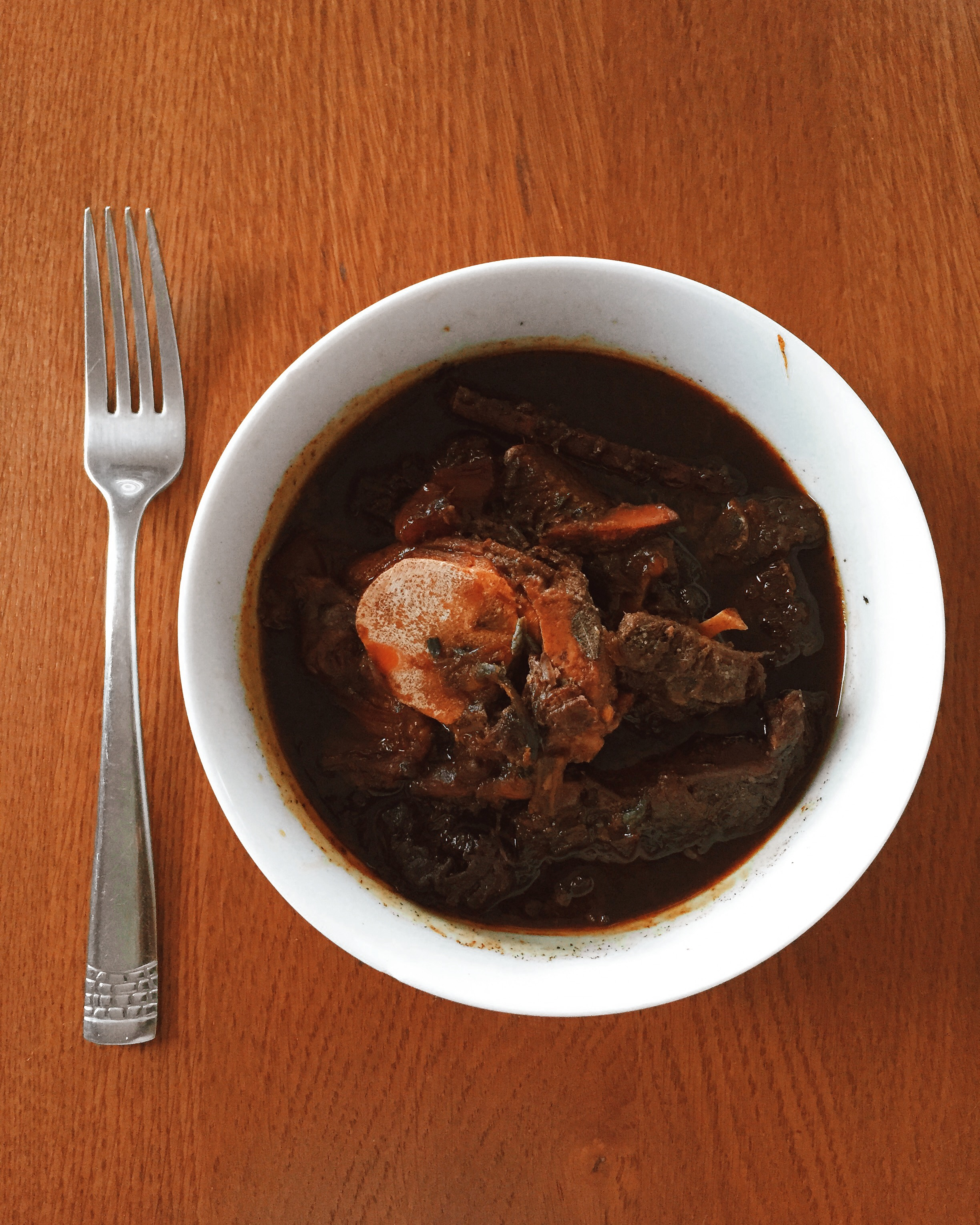
Pepperpot

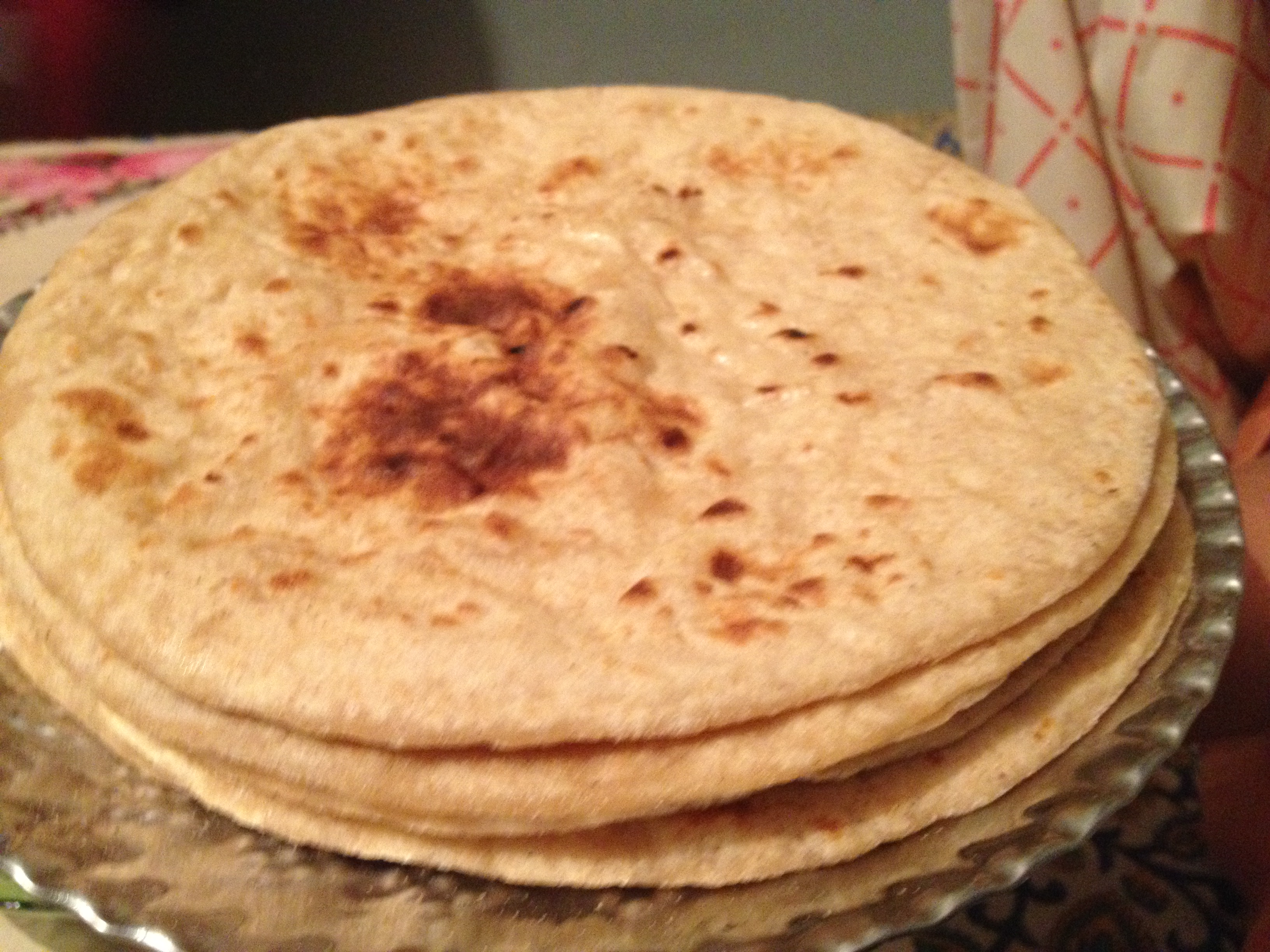
Roti

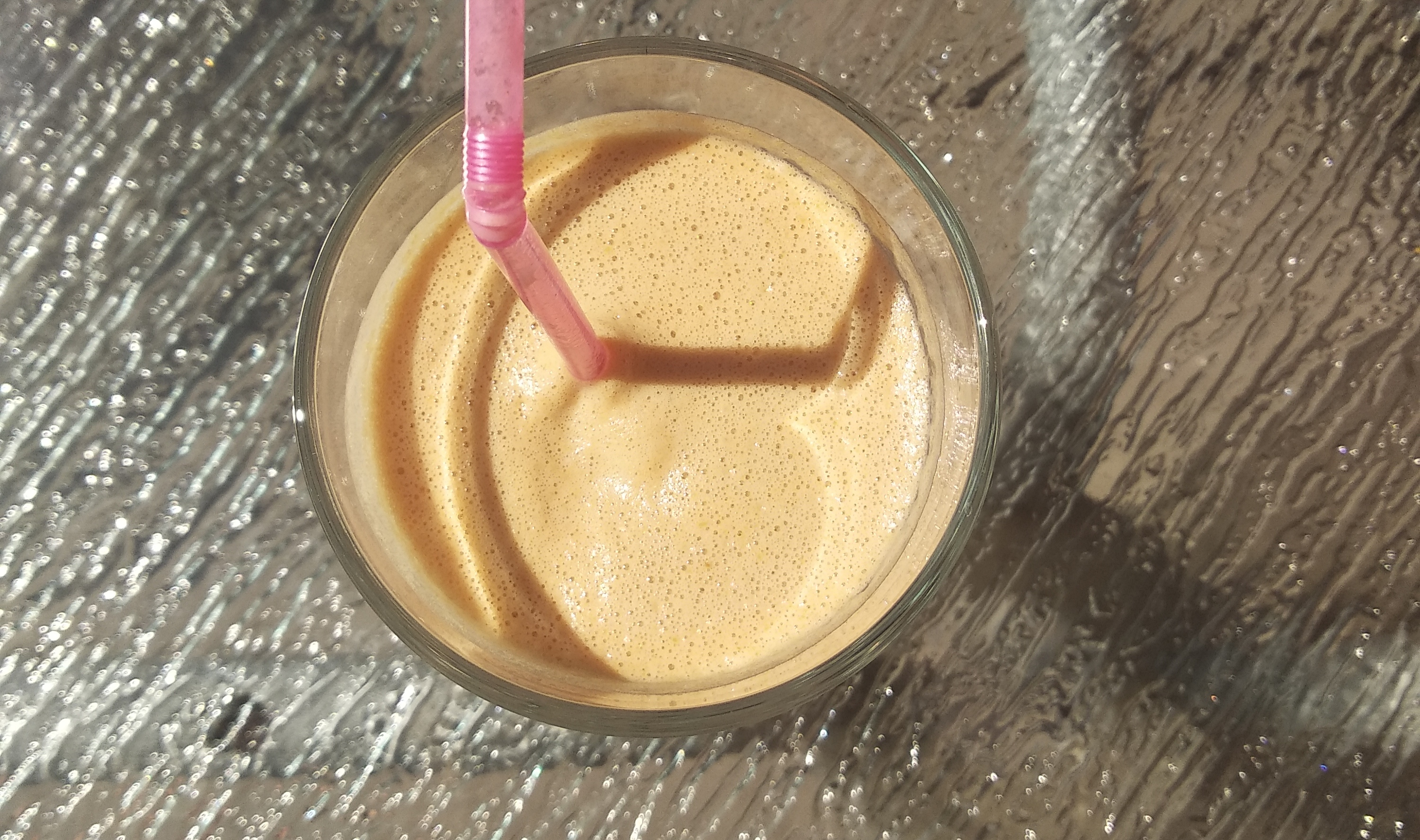
Peanut punch

Guyanská kuchyně vznikla smísením vlivů z indické, africké, britské a nizozemské kuchyně. Mezi typické suroviny patří rýže, maso nebo kořenová zelenina.

## Příklady guyanských pokrmů
Příklady guyanských pokrmů:
- Foo-foo, smažené placky nebo koule z plantainů[2]
- Metemgee, pikantní směs plantainů, batátů a manioku vařená v omáčce z rajčat, cibule a palmového oleje[3]
- Split pea soup, polévka z půleného hrachu[4]
- Pepperpot, pikantní dušené maso[5]
- Smažená rýže[6]
- Roti, placka z těsta podávaná jako příloha[7][8]

## Příklady guyanských nápojů
Příklady guyanských nápojů:
- Peanut punch, nápoj z arašídového másla, mléka a cukru[9]
- Mauby, alkoholický nápoj z kůry stromů[10]
- Papaw milkshake, milkshake z papáji[11]
- Pivo